# مونته سان سالواتوره
مونته سان سالواتوره (انگلیسی: Monte San Salvatore) یک کوه در بالای شهر لوگنو و دریاچه لوگنو در کشور سوئیس است.

## نگارخانه

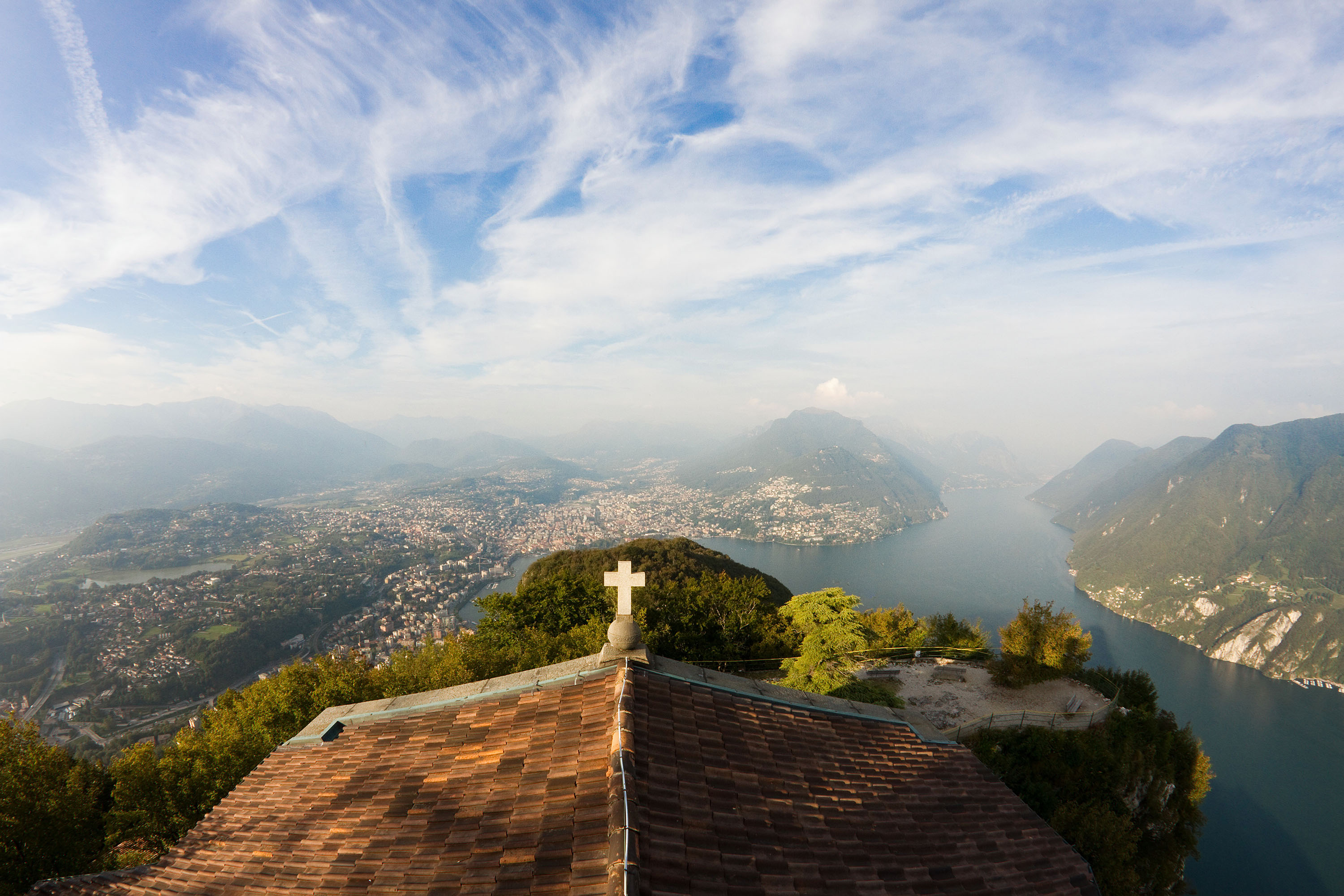
نمای لوگنو و اطراف آن از بالای کوه.
نمای دریاچه لوگنو از بالای کوه
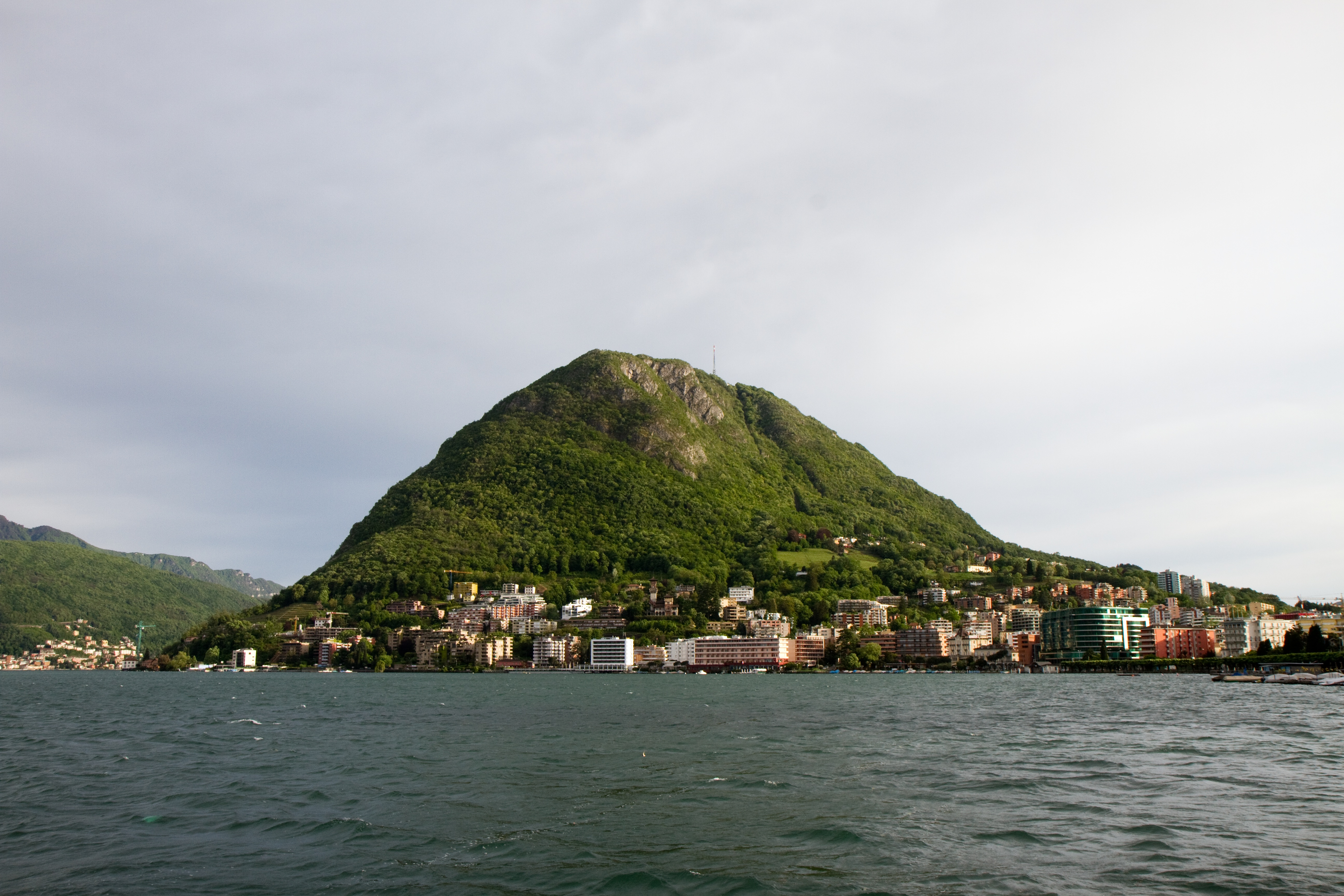